# Оперативци
Оперативци (енгл. Spooks , такође позната и као МI-5 у неким земљама) британска је телевизијска драма која се премијерно емитовала на каналу Би-Би-Си ван од 13. маја 2002. до 23. октобра 2011. године и броји 10 сезона. Наслов је колоквијализам за шпијуне, а серија прати рад скупине лица MI-5 са базом у Темз хаус, најобезбећенијој згради са канцеларијама познатијом као The Grid. Серија је знаменита по разним стилским украсима и бројним епизодним улогама. У Сједињеним Америчким Државама, серија се емитује под називом MI-5. У Канади, серија је изворно емитована подназивом MI5, али сад се приказује на каналу Би-Би-Си Канада под називом Обавештајци.
Серија је добила бројна признања, као и награду БАФТА за најбољу драмску серију 2003. и 2004. године. Настављена је филмом Оперативци: Опште добро, који је премијерно приказан 8. маја 2015. године.